# On ne joue pas avec le crime
Pour plus de détails, voir Fiche technique et Distribution.
On ne joue pas avec le crime (5 Against the House) est un film américain réalisé par Phil Karlson et produit par la Columbia Pictures, sorti en 1955.

## Synopsis
Quatre étudiants revenus de la guerre de Corée passent la soirée dans un casino de Reno. Ils assistent à une tentative avortée de braquage, et les services de sécurité leur affirment que leur Casino est imprenable. Ronnie, le méthodique, prend cela comme un défi, et, de retour dans leur université, conçoit un plan de cambriolage impliquant ses trois amis. Si Brick et Roy prennent une part active aux préparatifs, Al n'est pas dans la confidence du casse, et ne se joint au groupe qui retourne à Reno que parce que son flirt Kaye (Kim Novak) pense qu'on poura les marier sans formalités dans cette ville.

## Fiche technique
- Réalisateur : Phil Karlson

## Distribution
- Kim Novak : Kaye Greylek
- Brian Keith : Brick
- Guy Madison : Al Mercer
- Kerwin Mathews : Ronnie
- Alvy Moore : Roy
- William Conrad : Eric Berg
- Jack Dimond : Francis Spiegelbauer
- Jean Willes : Virginia
- Hugh Sanders (non crédité) : Pat Winters